# Vaḯa
Vaḯa är en ort i Grekland.   Den ligger i prefekturen Nomós Piraiós och regionen Attika, i den sydöstra delen av landet, 28 km sydväst om huvudstaden Aten. Vaḯa ligger 11 meter över havet och antalet invånare är 291. Den ligger på ön Egina.
Terrängen runt Vaḯa är platt österut, men åt sydväst är den kuperad. Havet är nära Vaḯa åt nordost.  Närmaste större samhälle är Aegina, 9,7 km väster om Vaḯa. 